# Szent Mihály és Gábriel arkangyalok fatemplom (Bucsonfalva)
A bucsonfalvi Szent Mihály és Gábriel arkangyalok fatemplom műemlékké nyilvánított épület Romániában, Máramaros megyében. A romániai műemlékek jegyzékében az  MM-II-m-B-04532 sorszámon szerepel.